# Boris Fausto
Boris Fausto (São Paulo, 8 de diciembre de 1930 - São Paulo, 18 de abril de 2023) fue un historiador y científico político brasileño.

## Biografía
Nacido en el seno de una familia de inmigrantes judíos, hijo de Eva Fausto, nacida en Turquía, y de Simon Fausto, nacido en la región de Transilvania, hoy Rumania, cursó la entonces llamada escuela primaria y la escuela secundaria en el Colegio Mackenzie y el Colegio São Bento. Realizó la licenciatura y el máster en Derecho e Historia en la Universidad de São Paulo (USP).
Desarrolló de manera paralela tanto su carrera como abogado en la USP y como historiador. Respecto a esta última, sus investigaciones se centraron principalmente en la historia política de Brasil durante el período republicano, la inmigración masiva a Brasil, el crimen y la criminalidad en São Paulo y el pensamiento autoritario.
Ha escrito artículos para diversas publicaciones periódicas brasileñas, entre ellas Piauí y Folha de S. Paulo].
Su principal obra es La Revolución de 1930 - historiografía e historia, publicada por primera vez en 1970 y aún considerada como un clásico de las ciencias sociales brasileñas, en la que, a pesar de ser paulista, rebate las versiones que defienden al estado de São Paulo durante la Revolución de 1930 y la Revolución Constitucionalista de 1932. Otra de sus obras populares es História do Brasil que analiza 500 años de historia brasileña. También escribió Trabajo urbano y conflicto social y Crimen y vida cotidiana.
En 1961, se casó con la educadora y socia fundadora de la Escuela de Vera Cruz, Cynira Stocco Fausto (1931-2010), con quien tuvo dos hijos, el sociólogo Sérgio Fausto y el antropólogo Carlos Fausto.
En 2021, sufrió un derrame cerebral en su casa de São Paulo. Falleció en su ciudad natal el 18 de abril de 2023.